# فرانسيس سيرز
فرانسيس سيرز (بالإنجليزية: Francis Sears) (و. 1898 – 1975 م) هو فيزيائي من الولايات المتحدة الأمريكية .
توفي عن عمر يناهز 77 عاماً.

## التعليم
تعلم في معهد ماساتشوست للتكنولوجيا

## مناصب وهيئات
أدار معهد ماساتشوستس للتكنولوجيا.

## جوائز
حصل على جوائز منها:
- قلادة أورستد  [لغات أخرى]‏ (1962).